# 이정기 (1915년)
이정기(李程器, 1915년 12월 28일 ~ 1966년 8월 13일)는 대한민국의 정치인이다.

## 약력
- 경성 보성전문학교 법과졸업
- 남선상업주식회사 취체역
- 삼광공업주식회사 취체역
- 서울문화사 사장
- 조선민족청년단 남원군 단장
- 1948년 5월 10일 : 제헌 국회의원(전북 남원)

## 역대 선거 결과
|  | 59.94% |

|  | 16.73% |

## 참고자료
- 《대한민국 의정총람》, 국회의원총람발간위원회, 1994년
- 이정기 - 대한민국헌정회